# Последняя страница
«Последняя страница» (англ. The Last Page), в США вышел под названием «Приманка для мужчин» (англ. Man Bait) — британский фильм нуар режиссёра Теренса Фишера, который вышел на экраны в 1952 году.
Фильм рассказывает о владельце книжного магазина в Лондоне Джоне Хармане (Джордж Брент), которого его молодая сотрудница Руби Брюс (Диана Дорс) по наущению мелкого преступника Джеффа Харта (Питер Рейнольдс) обвиняет в сексуальных домогательствах, требуя крупной денежной компенсации. После того, как Харман даёт ей деньги, Джефф убивает Руби при их дележе, однако подозрение падает на Хармана, который с помощью своей преданной и любящей секретарши Стеллы (Маргерит Чапман) в итоге разоблачает преступника и сдаёт его полиции.
Это первый фильм режиссёра Теренса Фишера для студии Hammer и первый фильм, созданный этой студией по договору о сотрудничестве с американской компанией Lippert Pictures.
Несмотря на скромный бюджет фильма, критика в основном дала ему положительную оценку, особенно отметив режиссёрскую работу Теренса Фишера и игру молодой Дианы Дорс.

## Сюжет
В Лондоне директор книжного магазина Pearson’s, бывший майор американской армии Джон Харман (Джордж Брент) в своём кабинете сообщает секретарше Стелле Трейси (Маргерит Чапман), что он наконец получил от страховой компании чек на 370 фунтов, которым сможет оплатить поездку на осмотр и лечение своей больной жены Мэй. Стелла, которая во время войны в качестве медсестры ухаживала за раненым Джоном, влюблена в него, однако отношения между ними носят чисто дружеский характер. Тем временем на торговом этаже старший администратор Клайв Оливер (Реймонд Хантли), который неравнодушен к Стелле, отчитывает молодую продавщицу Руби Брюс (Диана Дорс) за её постоянные опоздания. После открытия магазина Руби видит, как молодой привлекательный покупатель Джефф Харт (Питер Рейнольдс) крадёт из запертого шкафа ценную книгу. Вместо того, чтобы сообщить об этом администратору, Руби просто просит поставить книгу на место, а затем принимает приглашение Джеффа вечером пойти в клуб Blue Club. В клубе Джефф производит на Руби сильное впечатление, однако ей надо рано быть дома, и она уговаривает Джеффа встретиться с ним снова, когда у неё будет свободен весь вечер.
Однако на следующий день в магазине Джон просит Руби задержаться на работе, чтобы помочь ему каталогизировать некоторые новые книги. После того, как все уходят, Руби переодевается в соблазнительный вечерний костюм, и приходит в кабинет к Джону, где замечает на его столе страховой чек. Во время разборки книг она случайно рвёт рукав блузки. Когда Джон подходит к ней, чтобы осмотреть разрыв, они сближаются и спонтанно целуются, однако Джон тут же от неё отстраняется. Тем временем в клубе Blue Club Джефф беседует со своей старой подружкой Вай (Элинор Саммерфилд). Из их разговора становится ясно, что Джефф только месяц назад вышел из тюрьмы и сейчас ищет для себя выгодное новое дело. Недовольная появлением Руби, Вай удаляется. Желая преподнести себя подороже, Руби рассказывает Джеффу, что её босс приставал к ней и даже порвал ей блузку, после чего дал ей денег, на которую она купила новую. Узнав далее, что у Джона на столе лежало письмо о получении страховки на 370 фунтов, Джефф заявляет, что Руби должна была потребовать с Джона не деньги за блузку, а, как минимум, 100 фунтов. Неожиданно Джефф бьёт Руби по руке, оставляя большой синяк, после чего подучивает девушку пойти завтра к Джону и шантажируя его тем, что он якобы напал на неё, потребовать 100 фунтов. Утром на работе Руби пытается потребовать у Джона деньги, однако он не обращает внимания на её угрозы и отправляет работать. Вечером, видя, что его план не достиг цели, Джефф решает припугнуть Джона. Он требует, чтобы Руби написала письмо Мэй и показала его Джону. На следующий день Руби показывает Джону письмо, однако он по-прежнему никак не реагирует и только требует, чтобы она перестала заниматься шантажом, который грозит ей уголовной ответственностью, и уделяла бы больше внимания своей работе. Узнав, что прямой шантаж не сработал, Джефф, не говоря об этом Руби, отправляет письмо Мэй по почте.
На следующий день, когда Джон уже заканчивает на работе сборы для поездки с женой в клинику, ему сообщают, что Мэй умерла. Это произошло в тот момент, когда она встала с кровати, чтобы сжечь анонимное письмо, которое сгорело и содержание его неизвестно. Джон вызывает в кабинет Руби, обвиняя её в том, что это она отправила то злополучное письмо. Неожиданно в кабинет заходит Клайв, который видит лишь, как Джон грубо хватает Руби за руку. Руби убегает в клуб на встречу с Джеффом, во время которой пытается уговорить его прекратить шантаж. Однако Джефф, угрожая обвинить во всём её, заставляет Руби снова пойти в магазин и потребовать деньги. Вечером расстроенный и подавленный Джон, не желая идти домой, работает допоздна в своём кабинете. Когда появляется Руби, снова требуя денег, Джон, не вполне отдавая отчёт свои действиям, берёт только что полученные в банке 300 фунтов и отдаёт их Руби. Она забирает деньги и спускается вниз в гардероб, где откладывает 100 фунтов для Джеффа, а остальные деньги перекладывает в свою сумочку. Это видит Джефф, который проник в магазин через окно, намереваясь на этот раз довести дело до конца. Джефф хватает Руби и требует отдать ему все деньги, в том числе и те, которые она спрятала в свою сумочку. На шум из своего кабинета выходит Джон. Чтобы Руби не закричала и не выдала их, Джефф рукой затыкает ей нос и рот, а когда он отпускает руку, то видит, что девушка уже мертва.
На следующее утро, когда Руби не выходит на работу, а её отец сообщает, что она не ночевала дома, возникает серьёзное подозрение, что она пропала. Клайв обращает внимание на то, что вчера с работы она ушла с зонтом, а сейчас этот зонт лежит в её рабочем шкафчике, также как и её перчатки, а рядом со шкафчиком обнаруживается туфля Руби. Похоже, что Руби зачем-то возвращалась на работу. Когда выясняется, что вчера вечером Джон оставался один на работе допоздна, Клайв обращается в полицию с подозрениями, что Джон может быть связан с исчезновением девушки. Тем временем Джон перевозит к себе домой большой ящик с книгами, которые предполагает направить в клинику на благотворительность. Открыв дома ящик, он неожиданно видит там тело Руби. В этот момент к его дому подходит полиция, и, увидев это, Джон в панике через заднюю дверь выходит во двор и затем в город. Он скрывается среди развалин старой церкви, откуда звонит в магазин Стелле с просьбой о встрече. Стелла незаметно для полиции, которая уже ведёт расследование в магазине, выбирается на улицу и приезжает к Джону. Стелла не допускает мысли, что Джон мог убить Руби, кроме того, она обещает взять на себя все заботы о похоронах Мэй. После этого Джон откровенно рассказывает ей всю историю с Руби, и они приходят к выводу, что кто-то другой руководил действиями Руби, вероятно, это тот человек, с которым она последние два дня встречалась в клубе. Они также выясняют, что страховые деньги, которые Джон отдал Руби, исчезли, что также указывает на то, что в магазине был ещё один человек, который скорее всего и убил Руби. Джон вспоминает, что в последний раз ему показалось, что в магазине что-то было не так, после чего решает, что ему надо каким-то образом проникнуть в магазин, рассчитывая обнаружить там что-то важное. Перед расставанием Джон искренне благодарит Стеллу, говоря, что испытывает к ней нечто большее. Стелла решает попросить Клайва отвлечь полицию, пока Джон будет находиться в магазине. Во время встречи с Клайвом Стелла признаётся, что любит Джона и хочет ему помочь. В свою очередь Клайв говорит о своей любви к Стелле и поначалу отказывается помогать Джону, считая его преступником. Однако Стелла доказывает, что это не так, и в конце концов Клайв уступает.
Тем временем Джефф приходит в клуб к Вай, возвращая ей старый долг. Поняв, что он провернул какое-то дело и теперь при деньгах, она приглашает его отсидеться некоторое время в своей квартире. Зайдя в квартиру они целуются, после чего, оставив Джеффа отсыпаться, Вай берёт у него деньги и отправляется за покупками. Однако когда она расплачивается за сигареты, продавец сразу же идентифицирует банкноту как полученную Джоном по страховке. В это момент дома Джефф просыпается, после чего отправляется в клуб выпить. Тем же вечером Клайв помогает Джону проникнуть в магазин, однако, как выясняется, перед этим он уже позвонил в полицию. Джон замечает, что некоторые книги на полке стоят не так, как их расставляют сотрудники, и значит это сделал кто-то посторонний. Появляется инспектор, которому Джон доказывает, что в момент преступления в магазине находился кто-то ещё, который по-видимому и забрал себе деньги. Тем временем Стелла вспоминает название клуба, куда ходила Руби, и незаметно для всех убегает. В регистрационной книге клуба она находит имена Руби и Джеффа, после чего ищет Джеффа в зале. Заговорив со Стеллой, Джефф понимает, что она ищет его, после чего, выдав себя за друга Джеффа, обещает проводить её к нему домой. Когда они подходят к квартире Вай, Джефф вталкивает Стеллу внутрь и начинает допрашивать её о цели её поисков. Тем временем Вай доставляют в полицейский участок, где инспектор показывает ей среди прочих фотографии её бывшего сообщника Джеффа и Руби. Увидев реакцию Вай, инспектор заявляет, что ему теперь ясно, что деньги ей дал Джефф, забрав их у Руби. После этого Вай рассказывает всё, что ей известно. Тем временем в доме у Вай Джефф душит Стеллу как опасную свидетельницу, лишая её чувств. Решая скрыть следы преступления, Джефф обливает комнату горючей жидкостью и устраивает пожар. Однако в этот момент к дому подъезжают инспектор со своим помощником и вместе с ними Джон. Заметив, что начался пожар, Джон первым подбегает к квартире, расправляется с Джеффом и толкает его в руки полицейским. Затем он входит в горящую квартиру и выводит оттуда Стеллу. Обняв друг друга, они удаляются по ночной улице.

## В ролях
- Джордж Брент — Джон Харман
- Маргерит Чапман — Стелла Трейси
- Диана Дорс — Руби Брюс
- Мередит Эдвардс — инспектор Дейл
- Гарри Фаулер — Джо, клерк
- Реймонд Хантли — Клайв Оливер
- Питер Рейнольдс — Джеффри Харт
- Элинор Саммерфилд — Вай
- Нелли Арно — мисс Россетти

## Создатели фильма и исполнители главных ролей
«Последняя страница» («Приманка для мужчин») была первым фильмом, произведённым по соглашению между американским продюсером и дистрибутором Робертом Л. Липпертом и британской продюсерской компанией Exclusive Films, которой управляли Джеймс Каррерас (англ. James Carreras) и его сын Майкл, а также Уилл Хаммер (англ. Will Hammer) и его сын Энтони Хайндс (англ. Anthony Hinds). Как отмечается в информации Американского института киноискусства, компания Exclusive начала работу в 1930-е годы как дистрибуторская компания, но во время войны она произвела несколько низкобюджетных фильмов. К 1948 году Exclusive полностью перешла в продюсерскую деятельность, попеременно используя названия Exclusive и Hammer Films. В 1951 году компания заключила договор с американской продюсерской компанией Роберта Липперта, в соответствии с которым Липперт выступал сопродюсером некоторых их фильмов и обеспечивал их прокат в США. Этот договор истёк в 1954 году, а с середины 1950-х годов Hammer прекратил использовать название Exclusive. В начале 1950-х годов названия компаний Exclusive и Hammer использовались взаимозаменяемо, а в каталогах их продукцию стали указывать как фильмы продюсерской компании Exclusive Films, Ltd. Как пишет историк кино Стив Миллер, «прежде чем (во второй половине 1950-х годов) студия Hammer добилась крупного успеха с хоррорами Technicolor, она создавала себе небольшую нишу с низкобюджетными детективными и нуарными драмами». Этот, их первый совместный фильм — довольно слабый, но он «на порядок лучше, чем многие собственные фильмы Липперта, такие как научно-фантастические холостые залпы „Затерянный континент“ (1951) и „Неизвестный мир“ (1951)».
Как пишет историк кино Шон Эксмейкер, согласно договору двух компаний «для этой недооценённой серии нуаров категории В» Липперт поставлял американских звёзд, которые выступали хедлайнерами, чтобы таким образом повысить коммерческий потенциал фильмов, а также занимался дистрибуцией этих фильмов в США. При этом сами фильмы производились в Англии студией Hammer, которая предоставляла «отличный подбор британских актёров на роли второго плана». Для возникновения сотрудничества Липперта и Hammer была ещё одна причина. Закон о квотах в Британии предписывал, чтобы при сдвоенных киносеансах в пару к каждому американскому фильму должен быть поставлен фильм британского производства. Таким образом договор с Exclusive (материнской компанией Hammer) на производство серии фильмов позволил Липперту занять долю на британском кинорынке. В общей сложности результатом сотрудничества Exclusive/Hammer и Липперта стало производство восемнадцати низкобюджетных фильмов, которые Липперт выпустил в прокат в США в период 1952—1955 годов.
Для «Последней страницы» Липперт поставил в качестве звёзд Джорджа Брента, «который был исполнителем главных ролей в 1930-е годы, и к 1951 году уже давно прошёл свой пик», и Маргерит Чапман, «талантливую исполнительницу главных ролей, которая так и не пробилась на самый верх». Как отмечает Миллер, все совместные фильмы Липперта и Hammer по натуре очень британские, но «Последняя страница», наверное, самый британский среди них, с «ароматом книжного магазина, где происходит значительная часть событий, персонажами в магазине и за его пределами, и с общей демонстрацией Лондона, всё ещё восстанавливающегося после бомбёжек Второй мировой войны. Это привносит в картину сильную атмосферу, которую не часто увидишь в этом жанре».
Как отмечает историк кино Энжрю Спайсер, «Последняя страница» стала первым из восьми криминальных фильмов, которые режиссёр Теренс Фишер поставит на студии Hammer в период 1952—1954 годов (всего вплоть до 1974 года Фишер поставит на студии 30 фильмов). Фишер начинал свою карьеру как киномонтажёр, а в 1948 году поднялся на должность кинорежиссёра. До прихода на Hammer он уже «доказал своё умение в жанре детективов и саспенса с фильмом „Так долго на ярмарке“ (1950), который он поставил как сорежиссёр для авторитетной компании Gainsborough Pictures». Намного более скромная «Последняя страница» положила начало его сотрудничеству со студией Hammer, которое продолжалось на протяжении 20 лет. Как позднее вспоминал Фишер, «я отлично себя чувствовал в первые годы (работы на этой студии), потому что всё было по-моему, и я был молод. Когда работаешь на маленькой студии, узнаёшь каждого, кто с ней связан. Кииногруппы не менялись от картины к картине». После постановки серии спродюсированных Липпертом криминальных фильмов Фишер приступил к разработке фирменного готического стиля студии с фильмами «Проклятие Франкенштейна» (1957) и «Дракула» (1958). Он стал ведущим режиссёром студии, ставя на протяжении 1960-х годов её самые важные картины, среди которых также «Невесты Дракулы» (1960), «Горгона» (1964), «Дракула: Князь Тьмы» (1966), «Выход Дьявола» (1968) и «Франкенштейн должен быть уничтожен» (1969).
В главных ролях в картине заняты двое американских актёров, которых привлёк Липперт — это Джордж Брент и Маргерит Чапман. Брент, кинокарьера которого началась в 1930 году, сыграл в таких популярных фильмах, как музыкальная комедия «42-я улица» (1933), мелодрамы «Мордашка» (1933) и «Иезавель» (1938), в последней из которых его партнёршей была Бетт Дейвис. Всего в период с 1932 по 1942 год Брент сыграл с Дейвис в одиннадцати фильмах, включая «Победить темноту» (1939), «Старая дева» (1939) и «Великая ложь» (1941). Он также сыграл в нескольких фильмах нуар, среди которых «Рискованный эксперимент» (1944), «Винтовая лестница» (1946) и «Искушение» (1946).
Маргерит Чапман сыграла, в частности, главные женские роли в криминальной драме «Одной опасной ночью» (1942) с Уорреном Уильямом, военной драме «Истребитель» (1943) с Гленном Фордом, романтической комедии «Простите за моё прошлое» (1945) с Фредом Макмюрреем, военной драме «Контратака» (1945) с Полом Муни, вестерне «Коронер Крик» (1948) с Рэндолфом Скоттом и драме «Зелёное обещание» (1949) с Уолтером Бреннаном.
В титрах фильма было указано, что это «первое появление на экране Дианы Дорс», хотя на самом деле она дебютировала в кино ещё в 1946 году в британском фильме «Магазин на хитром углу» англ.  The Shop at Sly Corner (1946). К моменту этой картины актриса снялась уже во многих фильмах, включая «Оливер Твист» (1948) Дэвида Лина, и имела довольно скандальную известность, благодаря таким фильмам, как «Леди Годива снова в седле» (1951). Немалую роль в её карьере сыграл муж, «который следил за тем, чтобы её имя постоянно было в газетах». Он «заботился о поддержании её имиджа старлетки историями о бурных вечеринках, и сделал так, что она стала самой молодой владелицей „Роллс-Ройса“ в Британии (несмотря на то, что она не умела водить машину)». Как пишет историк кино Артур Лайонс, Дорс была взята для этого фильма в аренду у компании British Rank Productions. После этого фильма Дорс подписала многолетний контракт с Липпертом, начав свою американскую карьеру. После того, как она сделала себе в США репутацию секс-бомбы, этот фильм был заново выпущен в прокат в паре с фильмом «Плохая блондинка» (1953) с Барбарой Пейтон как «Двойной белокурый динамит» (англ. Double Blonde Dynamite).

## История создания фильма
Сценарий фильма на основе рассказа Джеймса Хэдли Чейза был написан драматургом Фредериком Ноттом, который известен как автор пьесы, по которой Хичкок поставил фильм «В случае убийства набирайте „М“» (1954).
Рабочими названиями этого фильма были «Убийство в безопасности» (англ.  Murder in Safety), «Последняя страница» (англ. The Last Page) и «Белокурый шантаж» (англ.  Blonde Blackmail).
Производство фильма началось в начале июля 1951 года на студии Брэй (англ. Bray Studios) в Виндзоре, Англия. Съёмки фильма проходили в новой студии Hammer, временном доме, построенном в бывшем загородном клубе в Эссексе, которую глава студии Джеймс Каррерас считал «идеальным местом для детективов».
Фильм вышел в прокат в США 25 января 1952 года под названием «Приманка для мужчин». В Великобритании фильм вышел в прокат в мае 1952 года под названием «Последняя страница». Продолжительность британской версии составила 84 минуты.

## Оценка фильма критикой

### Общая оценка фильма
Современный историк кино Эндрю Спайсер полагает, что «бюджетные ограничения, которые привели к скудости декораций, работают во благо фильму, где основная часть истории протекает в книжном магазине Вест-Энда, который становится микрокосмосом суровой, стеснённой послевоенной Британии, стабильность которой оказывается гораздо более ненадежной, чем кажется на первый взгляд». Однако, по мнению киноведа, «к сожалению, фильм омрачён вечной проблемой триллеров категории В — надуманной, поспешной и неубедительной развязкой».
По мнению Денниса Шварца, «Фишер творит чудеса в этой слабой атмосферной британской детективной мелодраме с американскими звёздами». По мнению критика, невинные американские персонажи (Джордж Брент и Маргерит Чапман) ведут себя глупо, создавая ненужную неразбериху. «Но если смириться с этой слабой частью фильма, Фишер создает напряжение и снимает достойный триллер».
Шон Эксмейкер полагает, что «американское название „Приманка для мужчин“ делает эту британскую криминальную драму звучащей как фильм нуар с роковой женщиной, и режиссёр Теренс Фишер подчёркивает этот аспект, хотя в сценарии есть и другие идеи».
По мнению Стивена Миллера, «эта хаотичная криминальная драма, вероятно, более верна жизни, чем большинство фильмов такого типа». Преступник здесь «туп как скала», и его план шантажа, а затем и убийства настолько плохо продуманы, что фильм быстро бы закончился, если бы не «персонажи, которые либо паникуют, потому что думают, что их обвинят в убийстве, либо играют в детектива и подвергают себя серьёзной опасности». Как далее отмечает Миллер, «хотя история фильма невероятно надуманна и полна тупицами, актёры выкладываются на полную, как и режиссёр Теренс Фишер». Как в заключение пишет Миллер, «и всё же это фильм для самых твёрдых англофилов и фанатов фильмов нуар, а также для тех, кто интересуется творчеством Теренса Фишера, некоторыми актёрами или историей Hammer Films. Это не плохой фильм, но он и не так хорош, как многие из тех, которые последуют за ним».
По мнению историка кино Стивена Вэгга, «лучшее в фильме — это игра Дорс: одинокая, выбитая из колеи, жаждущая любви, неуверенная. Фильм уже не так хорош после того, как её персонаж исчезает, но его всё равно определённо стоит посмотреть, если вы любите британские низкобюджетные нуары».

### Оценка актёрской игры
Как отмечает Эксмейкер, первым в титрах стоит имя американца Джорджа Брента, который играет Джона Хармана, управляющего лондонским книжным магазином, который специализируется на редких книгах и коллекционных томах. По мнению Эндрю Спайсера, «Брент убедительно создаёт образ несчастного персонажа, которого преследует его прошлое — он испытывает вину по поводу инвалидности своей жены и не способен справиться с кризисом, который нарастает из-за требований Руби». Миллер полагает, что «хотя Джордж Брент по-прежнему довольно пресен, он здесь живее, чем его можно было увидеть ранее».
Основное внимание критиков в этом фильме привлекла к себе Диана Дорс, сыгравшая Руби Брюс. По словам Спайсера, Дорс «великолепна, передавая как уязвимость, так эгоизм» своей героини. Она — «не шаблонная роковая женщина, а привлекательная, наивная молодая женщина из рабочего класса, не удовлетворённая своими ограниченными горизонтами, и потому ей может манипулировать красиво одетый мелкий вор». Как пишет Эксмейкер, название «Приманка для мужчин» относится к Диане Дорс, «фигуристой молодой блондинке, которую продвигали как британскую секс-бомбу. 19-летняя Дорс играет роль работницы магазина Руби, девушки для вечеринок, которая постоянно опаздывает на работу и сохраняет свою работу только благодаря отеческой симпатии со стороны мистера Хармана». В фильме Руби «скорее неопытная, чем злонамеренная, она случайная соблазнительница, которая вынуждена шантажировать своего босса, становясь всё более встревоженной и охваченной чувством вины по мере того, как ситуация выходит из-под контроля». По словам Эксмейкера, «Дорс играет Руби как молодую женщину, которая не может не выставлять себя напоказ в компании мужчин. Даже когда она снимает пиджак, это смотрится как стриптиз. Её образ — сонные глаза, пухлые губы, соблазнительная фигура и каскад светлых волос — в то время доминировал на постерах по обе стороны Атлантики».
Эксмейкер также отмечает Питера Рейнольдса, который «играет соблазнительного и безжалостного Джеффа, плохого парня, который толкает молодую и легко поддающуюся манипуляциям Руби», а также Реймонда Хантли «в роли суетливого клерка, безответно влюбленного в Стеллу». По мнению Миллера, «сцены, в которых Питер Рейнолдс прибегает к насилию в отношении красивой Дианы и Маргерит Чапман, отличны и достигают высокой степени саспенса. Они так же хороши, как и то, что делал Фишер в своих более поздних и намного лучших фильмах».